# Norge (Schiff, 1937)
Die Norge ist die Yacht des norwegischen Königshauses, sie ist mit der dänischen Dannebrog und der niederländischen 
De Groene Draeck eine der letzten verbliebenen königlichen Yachten in Europa.

## Geschichte des Schiffes

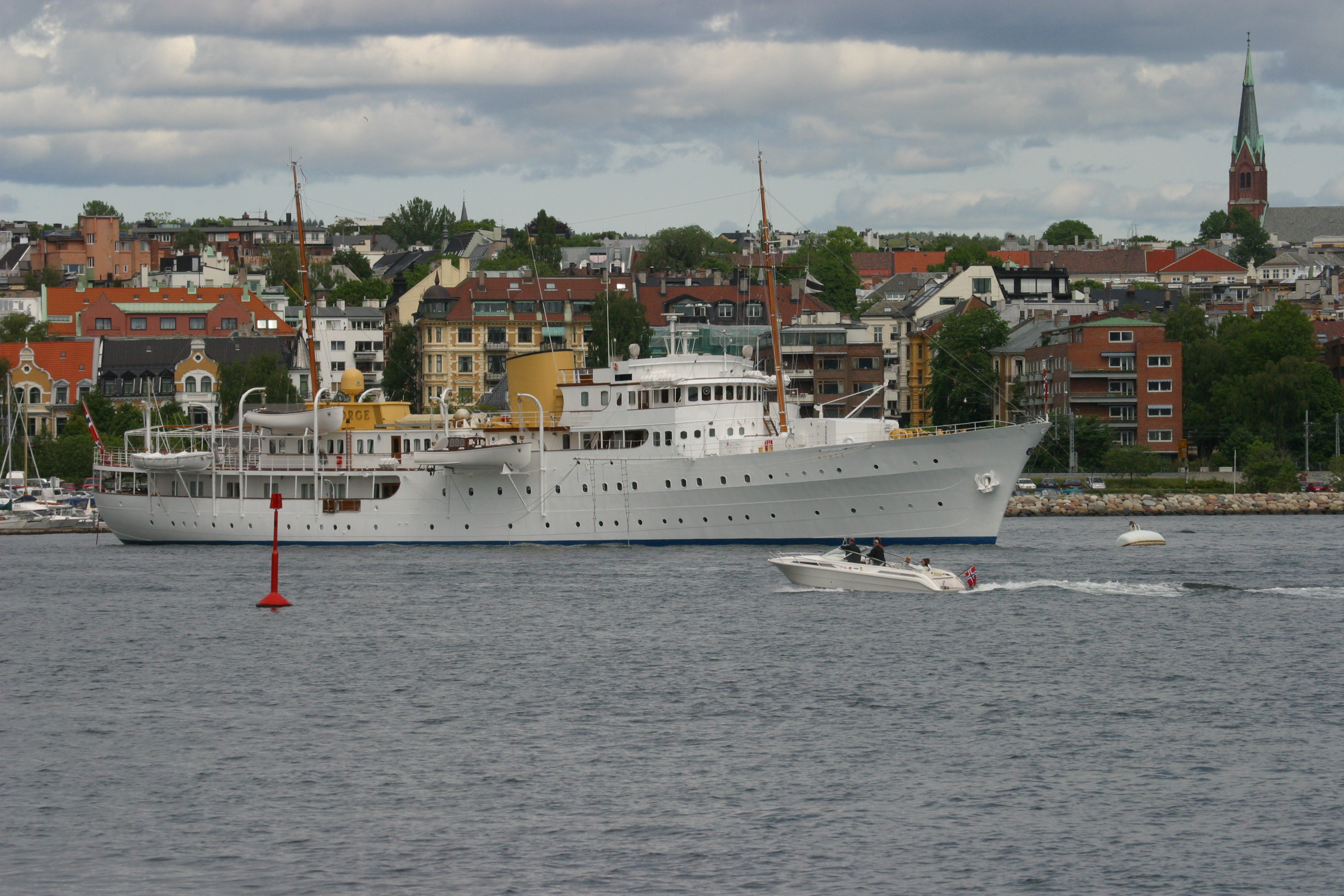
Die Norge von steuerbord gesehen

Als im Jahr 1905 Prinz Carl von Dänemark, ein ausgebildeter Marineoffizier, als König Håkon VII. den Norwegischen Thron bestieg, sollte eine königliche Yacht angeschafft werden. Aufgrund wirtschaftlicher Engpässe im damaligen Staatshaushalt nach der Loslösung von Schweden konnte jedoch kein Schiff erworben werden.
Erst nach Ende des Zweiten Weltkrieges konnte durch eine großangelegte Stiftungs- und Spendenaktion unter der norwegischen Bevölkerung im Jahr 1947 die knapp 10 Jahre alte britische Yacht Philante für 1.500.000 NOK erworben werden. Dieses Schiff zählte zu den größten Privatyachten jener Zeit und stand im Eigentum des Flugpioniers Thomas Sopwith. Während des Zweiten Weltkrieges war es von der Royal Navy konfisziert und als Hilfskreuzer im Atlantik eingesetzt worden.
Zum 75. Geburtstag König Haakons, im Jahr 1947, wurde das Schiff erstmals dem König präsentiert. Nach Abschluss notwendiger Umbauarbeiten konnte im Jahr 1948 schließlich das Schiff unter dem neuen Namen Norge (norwegisch für: Norwegen) in Dienst gestellt werden.
König Haakon und seine Familie nutzten dieses Schiff fortan für ihre Reisen im In- und Ausland. Nach dem Tod seines Vaters im Jahr 1957 übernahm es König Olav und modernisierte es kontinuierlich. Bei einem verheerenden Brand im Jahr 1985, ausgelöst durch Schweißarbeiten bei einem Werftaufenthalt, wurde das gesamte Schiff bis auf den Rumpf völlig zerstört. König Olav entschied, die Yacht nach altem Vorbild wiederherzustellen, dabei jedoch modernste Sicherheits-, Navigations- und Kommunikationsmittel verbauen zu lassen.
Nach dem Tod König Olavs im Jahr 1991 übernahm der neue König Harald – ein begeisterter und erfolgreicher Segler – das Schiff und nutzt es bis heute während des Sommerhalbjahres zu Repräsentations- und Regierungszwecken ebenso wie zu privaten Reisen und Staatsbesuchen. Im Winterhalbjahr wird die Yacht bei einer reduzierten Besatzung von etwa 20 Mann aufgelegt.
Das Schiff ist im Privateigentum des norwegischen Königs, betrieben wird es jedoch von der Königlich-Norwegischen Marine.